# The Back Room
The Back Room è il primo album in studio del gruppo musicale britannico Editors, pubblicato il 25 luglio 2005.

## Tracce
1. Lights – 2:32
2. Munich – 3:46
3. Blood – 3:29
4. Fall – 5:06
5. All Sparks – 3:33
6. Camera – 5:02
7. Fingers in the Factories – 4:14
8. Bullets – 3:09
9. Someone Says – 3:13
10. Open Your Arms – 6:00
11. Distance – 3:38

Traccia bonus iTunes
1. French Disko – 2:25

Tracce bonus nell'edizione giapponese
1. Come Share the View – 4:43
2. Time to Slow Down – 3:03

CD/EP bonus nell'edizione britannica
1. Let Your Good Heart Lead You Home – 4:38
2. You Are Fading – 4:30
3. Crawl Down the Wall – 3:34
4. Colours – 3:51
5. Release – 5:44
6. Forest Fire – 3:00

## Formazione
Gruppo
- Tom Smith – voce, chitarra
- Chris Urbanowicz – chitarra
- Russell Leetch – basso
- Edward Lay – batteria

## Classifiche

### Classifiche settimanali
| Classifica (2005-06) | Posizione massima |
| -------------------- | ----------------- |
| Belgio (Fiandre)     | 53                |
| Belgio (Vallonia)    | 74                |
| Francia              | 107               |
| Irlanda              | 23                |
| Paesi Bassi          | 30                |
| Regno Unito          | 2                 |

### Classifiche di fine anno
| Classifica (2005) | Posizione |
| ----------------- | --------- |
| Regno Unito       | 182       |
| Classifica (2006) | Posizione |
| Regno Unito       | 75        |